# معركة اليعربية
معركة اليعربية خيضت في أواخر أكتوبر 2013 في اليعربية العربية، وهي بلدة ذات أهمية إستراتيجية على حدود سوريا مع العراق. وقد هاجم أتباع حزب الاتحاد الديمقراطي، وبالتحديد وحدات حماية الشعب ووحدات حماية المرأة وبعض أفراد العشائر العربية المحلية المدينة في محاولة للاستيلاء عليها من الجماعات الجهادية والإسلامية التي تقودها جبهة النصرة والدولة الإسلامية في العراق والشام (داعش).

## معلومات أساسية
وصلت الحرب الأهلية السورية إلى اليعربية في أوائل عام 2013، عندما شكلت مجموعة من السكان المحليين أحرار الجزيرة وبدأت انتفاضة ضد الحكومة. ولم يكن هؤلاء المتمردون المحليون ناجحين للغاية حتى عززهم جبهة النصرة، أحرار الشام، وغرباء الشام، التي استولت على اليعربية في مارس 2013. وبعد ذلك بوقت قصير، بدأ المتمردون يتحاربون فيما بينهم للسيطرة على المدينة. ولم يتحد المتمردون في اليعربية مرة أخرى إلا في تموز 2013، عند تصاعد الصراع بين المعارضة السورية والميليشيات الكردية في محافظة الحسكة. ومنذ ذلك الحين، استخدمت المعارضة البلدة نقطة انطلاق هامة لشن هجمات على المناطق التي تسيطر عليها وحدات حماية الشعب. قامت وحدات حماية الشعب بشن هجوم مضاد عام أطلق عليه اسم «عملية الشهيد جكجين عفرين الثورية»، في أوائل أيلول/سبتمبر، احتلت خلاله عدة قرى بالقرب من اليعربية.
وفي الوقت الذي كان فيه المتمردون في اليعربية قد أجبروا على أن يكونوا في موقف دفاعي، فقدت حركة الجزيرة حظوتها عند الجماعات المتمردة الأخرى، وطُردوا قسرًا من البلدة بتهمة الفساد. ونتيجة لذلك، تركت اليعربية تحت سيطرة أربع جماعات جهادية بحلول أكتوبر 2013، وهي: جبهة النصرة، والدولة الإسلامية في العراق والشام، وأنصار الخلافة، ولواء التوحيد والجهاد. ومنع السكان المحليين من الاستماع إلى الموسيقى وأجبروا على الصوم والصلاة، في حين أن المنشقين إما سجنوا أو قطع رأسهم. ارتفعت أسعار الغذاء وأصبح الوقود شحيحاً. واستجابة لهذه السياسات وللقتال في المنطقة، فر معظم سكان البلدة إلى أراضي وحدات حماية الشعب. وفي نهاية المطاف، طلب وفد مكون من 90 من كبار رجال القبائل من اليعربية من وحدات حماية الشعب طرد المتمردين من البلدة، فكان رد الميليشيا إيجابيًا.

## المعركة

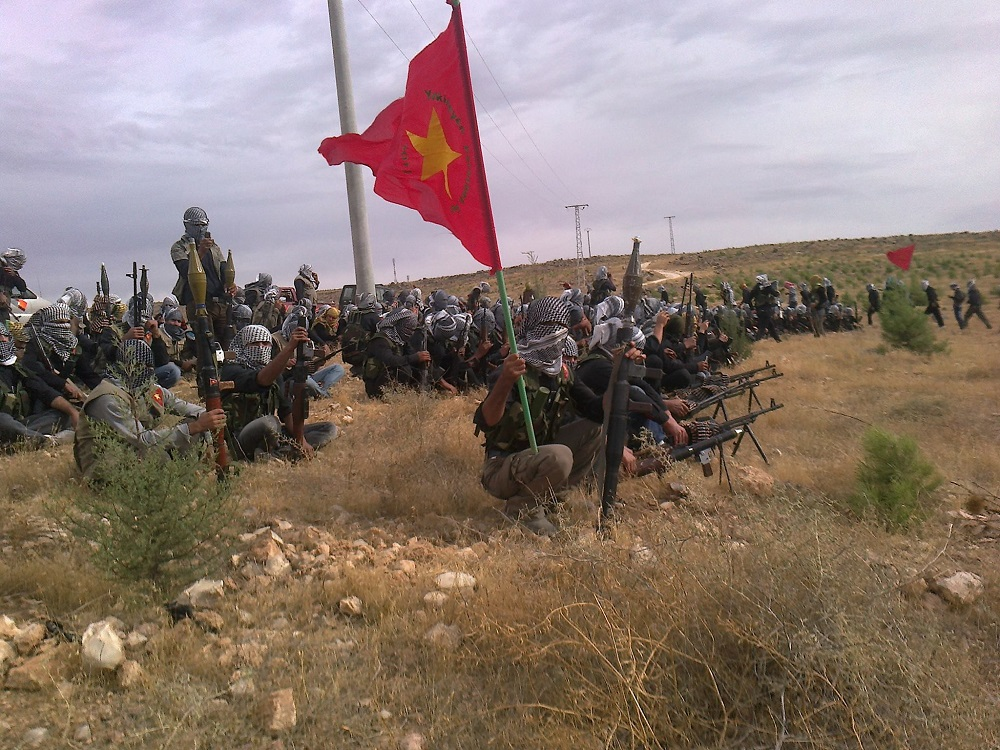
مقاتلي وحدات حماية الشعب في عام 2013

شنت وحدات حماية الشعب وحماية المرأة هجوما لغزو اليعربية في 23 أكتوبر، بدءا بعمليات «شهداء تربسبية» و «تيل إيلو» التي كانت تهدف إلى تأمين الريف حول البلدة. وفي اليوم التالي، استولى الأكراد وقوات قبيلة شمر، التي يُدعمها مرشدون محليون، على أربع قرى وثلاثة نجوع محيطة باليعربية.
في ليلة 25 أكتوبر، بدأت الميليشيات الكردية هجومها الثلاثي على مشارف البلدة، وسيطرت أولًا على قريتين استراتيجيين. وقد قامت وحدات حماية الشعب/وحدات حماية المرأة بالسيطرة على مصنع الأسمنت المحلي، الذي كان مقرا للمتمردين، خلال هجوم ثان في الساعات الأولى من اليوم التالي، في حين سقط معبر البلدة الحدودي وقرية أخرى إلى الوحدات الكردية عند الفجر. ثم بدأت وحدات حماية الشعب ووحدات حماية المرأة هجومها على اليعربية نفسها، وخلال يومين طردت الإسلاميون من البلدة. وتم تطهير آخر جيوب المقاومة في 27 أكتوبر، في حين ادعت وحدات حماية الشعب أنها ألحقت خسائر فادحة بالإسلاميين واستولت على خمس دبابات، وكذلك كميات كبيرة من الأسلحة والذخائر.
بعد سقوط البلدة، اتهم المتمردون الجيش العراقي بالتدخل بشكل مباشر في المعركة على جانب وحدات حماية الشعب/وحدات حماية المرأة. وقد نفت السلطات العراقية ذلك بشدة، حيث قال الخبير أيمن جواد التميمي إنه «لا يوجد دليل على أن هناك مساعدة عسكرية عراقية نشطة لوحدات حماية الشعب». وبدلا من ذلك، فقد قام الجيش العراقي ببساطة بتعزيز جانبه من الحدود خلال المعركة في محاولة لمنع مقاتلي داعش من الانسحاب إلى محافظة نينوى. واعترف مسؤولون عراقيون بأن وحدات حماية الشعب قد تلقت مساعدات طبية من الجيش العراقي.

## التبعات وردود الفعل
رحب حزب الاتحاد الديمقراطي بالسيطرة على اليعربية بوصفه نجاحا كبيرا. ولكنه لقي الترحيب أيضا من المجلس الوطني الكردي، وهو معارض سياسي محلي لحزب الاتحاد الديمقراطي. وعلى نحو مماثل، أفادت وسائل الإعلام السورية المؤيدة للحكومة بهزيمة قوات المتمردين الإسلامية في اليعربية بارتياح. وأدان الائتلاف الوطني السوري، وهو جماعة معارضة سورية أخرى ومنافس لحزب الاتحاد الديمقراطي، وحدات حماية الشعب لطردها «الجيش السوري الحر» من البلدة، على الرغم من أن قوات الجيش السوري الحر لم تكن موجودة أثناء هذه المعركة. وعلى العكس من ذلك، اتخذ أحرار الجزيرة موقفا وسطا، ونددت رسميا بالغزو العراقي المزعوم لليعربية، بينما حاول في الوقت نفسه التفاوض على اتفاق لتقاسم السلطة مع وحدات حماية الشعب.
في غضون ذلك، واصلت وحدات حماية الشعب تقدمها في الريف حول اليعربية، وتمكنت في 30 أكتوبر من محاصرة عناصر من لواء التوحيد والجهاد التي نجت من المعركة في البلدة. ونتيجة لذلك، استسلم جزء كبير من الميليشيا، على الرغم من أنها أعلنت قبل فترة وجيزة أنها ستقاتل مع داعش ضد وحدات حماية الشعب حتى النهاية. ومع ذلك، ظل بعض مقاتلي لواء التوحيد والجهاد ناشطون، وانضموا إلى هجوم مضاد شنته جبهة النصرة، والدولة الإسلامية في العراق والشام، وأنصار الخلافة في أوائل نوفمبر، بهدف إعادة الاستيلاء على اليعربية. وعلى الرغم من أن الجهاديين، بدعم من أحرار الشام، تمكنوا من التقدم في ضواحي البلدة، إلا أن الهجوم فشل في نهاية المطاف. وفي الأسابيع التالية أعيد بناء اليعربية، وفي 22 نوفمبر 2013 عاد كثير من سكانها المدنيين.